# 石勒苏益格-弗伦斯堡县
石勒苏益格-弗伦斯堡县（Kreis Schleswig-Flensburg）是德国石勒苏益格-荷尔斯泰因州面积第二大的县，仅次于伦茨堡-埃肯弗德县，首府石勒苏益格。